# پایگاه هوایی نگریل
پایگاه هوایی نگریل (به انگلیسی: Negril Aerodrome) یک فرودگاه همگانی با کد یاتا NEG است که یک باند فرود آسفالت دارد. این فرودگاه در شهر نگریل، جامائیکا کشور جامائیکا قرار دارد و در ارتفاع ۳ متری از سطح دریا واقع شده‌است.

## شرکت‌های هواپیمایی و مقصدهای پروازی
| شرکت‌های هواپیمایی     | مقصدهای پروازی |
| --------------------- | -------------- |
| International AirLink | سنگستر         |